# Psacadonotus
Psacadonotus é um género de insecto da família Tettigoniidae.
Este género contém as seguintes espécies:
- Psacadonotus insulanus
- Psacadonotus seriatus